# Margarete Sommer

Margarete Sommer

Margarete (Grete) Sommer (21 de julho de 1893 - 30 de junho de 1965) foi uma assistente social católica alemã e leiga dominicana. Durante o Holocausto, ela ajudou cidadãos judeus perseguidos, impedindo muitos deles de serem deportados para campos de extermínio.

## Biografia
Margarete Sommer nasceu no bairro Schöneweide de Berlim em 1893. Seu pai era administrador de ferrovias. Aos 19 anos, ela passou no exame como professora primária e estudou economia com foco em política social na Universidade de Berlim. Seus estudos também incluíram filosofia, história e direito em Heidelberg e Berlim. No início da Primeira Guerra Mundial, ela trabalhou como enfermeira auxiliar no Hospital Maria-Viktoria das Irmãs Dominicanas. Ela ingressou na Ordem Terceira Dominicana e era ativa em uma Associação de Estudantes Católicos. Em 1924, ela se tornou uma das poucas mulheres de sua geração a receber o título de doutor. Sommer trabalhou como instrutor em várias faculdades de assistência social. A partir de 1927, ela lecionou no Instituto de Bem-Estar Social da Casa Pestalozzi-Fröbel em Berlim, uma instituição de caridade que aderiu às idéias da reformadora social liberal Alice Salomon. Ela era amiga do padre dominicano Francis Stratmann, que foi preso em 1933 por pregar contra o nazismo e o anti-semitismo. Em 1934, Sommer foi forçada a renunciar por se recusar a ensinar em suas aulas a política nazista de esterilização compulsória de pessoas com deficiência. Agora desempregada, ela desistiu de seu apartamento em Berlim e se mudou com a mãe e a irmã em Kleinmachnow, nos arredores da cidade.
Após sua demissão de Pestalozzi, Sommer encontrou trabalho com várias agências católicas que ajudaram cristãos “não-arianos” a emigrar do Terceiro Reich. Em 1935, em Sommer assumiu um cargo na Autoridade Episcopal Diocesana em Berlim, aconselhando vítimas de perseguição racial com a agência católica de ajuda, Caritas Emergency Relief. Em 1939 ela se tornou instrutora diocesana para o ministério da mulher.

## Hilfswerk
A partir de 1939, ela se tornou cada vez mais ativa no Escritório de Bem-Estar da Autoridade Diocesana de Berlim ("Hilfswerk"), e em 1941 ela se tornou diretora administrativa do Reitor da Catedral Bernhard Lichtenberg. Lichtenberg foi um notável resistor anti-nazista, que estava sob a supervisão da Gestapo por seu corajoso apoio a prisioneiros e judeus, e que foi preso em 1941 e morreu a caminho de Dachau em 1943. Depois disso, Sommer assumiu o comando operacional da agência, reportando-se ao bispo Konrad von Preysing.  Preysing foi uma das principais vozes católicas contra o nazismo na Alemanha. Seus funcionários a chamavam de "Sommerin".
Em teoria, os cristãos não arianos deveriam ser sustentados pelo "Fundo". Na verdade, a ajuda foi fornecida a todos os cidadãos judeus que contataram o Ordinariato. No início, o foco era habitação e emprego para os desprivilegiados ou para assistência na emigração para o exterior. Cerca de 120 famílias judias foram mantidas com dezenas de milhares de Reichsmarks do escritório. O “Fundo” tinha que cuidar de necessidades diárias como cartões de alimentação, aluguel, médicos e tratamento odontológico ou arcar com os custos das próteses. Quando os judeus mais tarde não tiveram mais permissão para trabalhar nem emigrar, a agência adquiriu alimentos, roupas, remédios e dinheiro. Depois de 1941, a principal tarefa era salvar vidas de judeus. Monsenhor Horst Roth descreveu Margarete Sommer como uma "mulher sábia e decidida", que encontrou esconderijos para dois homens na cripta da Igreja do Sagrado Coração.

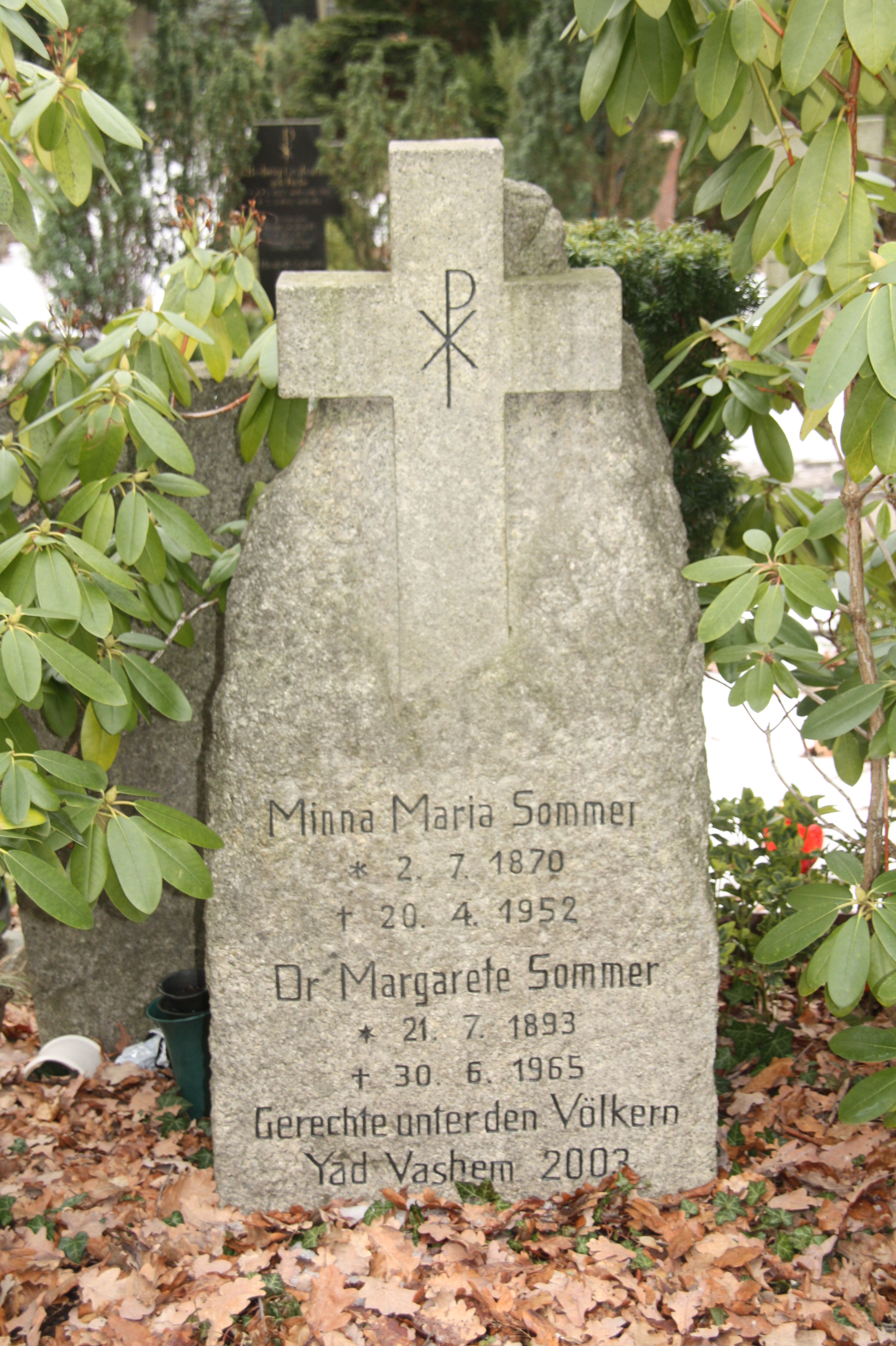
Túmulo no cemitério de St Matthias em Berlin-Tempelhof

Enquanto trabalhava para o Escritório de Bem-Estar da Autoridade Diocesana de Berlim, Sommer coordenou a ajuda católica às vítimas de perseguição racial, dando-lhes conforto espiritual, comida, roupas e dinheiro. Ela se correspondeu com religiosos e ministros na Inglaterra e EUA, América Central e até na China para buscar oportunidades de saída para seus clientes. Sommer usou sua experiência e conexões com vários escritórios do governo para monitorar o avanço da “solução final”. Ela conseguiu obter acesso a listas de deportação e ajudou muitos encontrando-os escondidos ou oportunidades de saída. De sua casa em Kleinmachnow, ela organizou suprimentos de ajuda humanitária dos parentes dos internados em Sachsenhausen.
Ela também reuniu informações sobre as deportações de judeus e as condições de vida nos campos de concentração, bem como sobre os esquadrões de fuzilamento da SS, escrevendo vários relatórios sobre esses tópicos a partir de 1942, incluindo um relatório de agosto de 1942 que chegou a Roma sob o título “Relatório sobre o Êxodo dos judeus”. Em 1943, Sommer e Preysing redigiram uma declaração para os bispos alemães que na verdade teria repreendido Hitler por abusos de direitos humanos e assassinato em massa. O rascunho começava: "Com a mais profunda tristeza - sim, mesmo com santa indignação - nós, bispos alemães, soubemos da deportação de não-arianos de uma maneira que despreza todos os direitos humanos. É nosso sagrado dever defender os direitos inalienáveis de todos os homens garantidos pela lei natural. " O fim do rascunho repreendeu Hitler sobre a própria questão do genocídio: "Não queremos deixar de dizer que cumprir essas estipulações mencionadas anteriormente seria a maneira mais certa de esvaziar o crescimento de rumores sobre a morte em massa dos não deportados Arianos. " A declaração não foi emitida com base no fato de já ter sido feita em 1942.

## Pós guerra

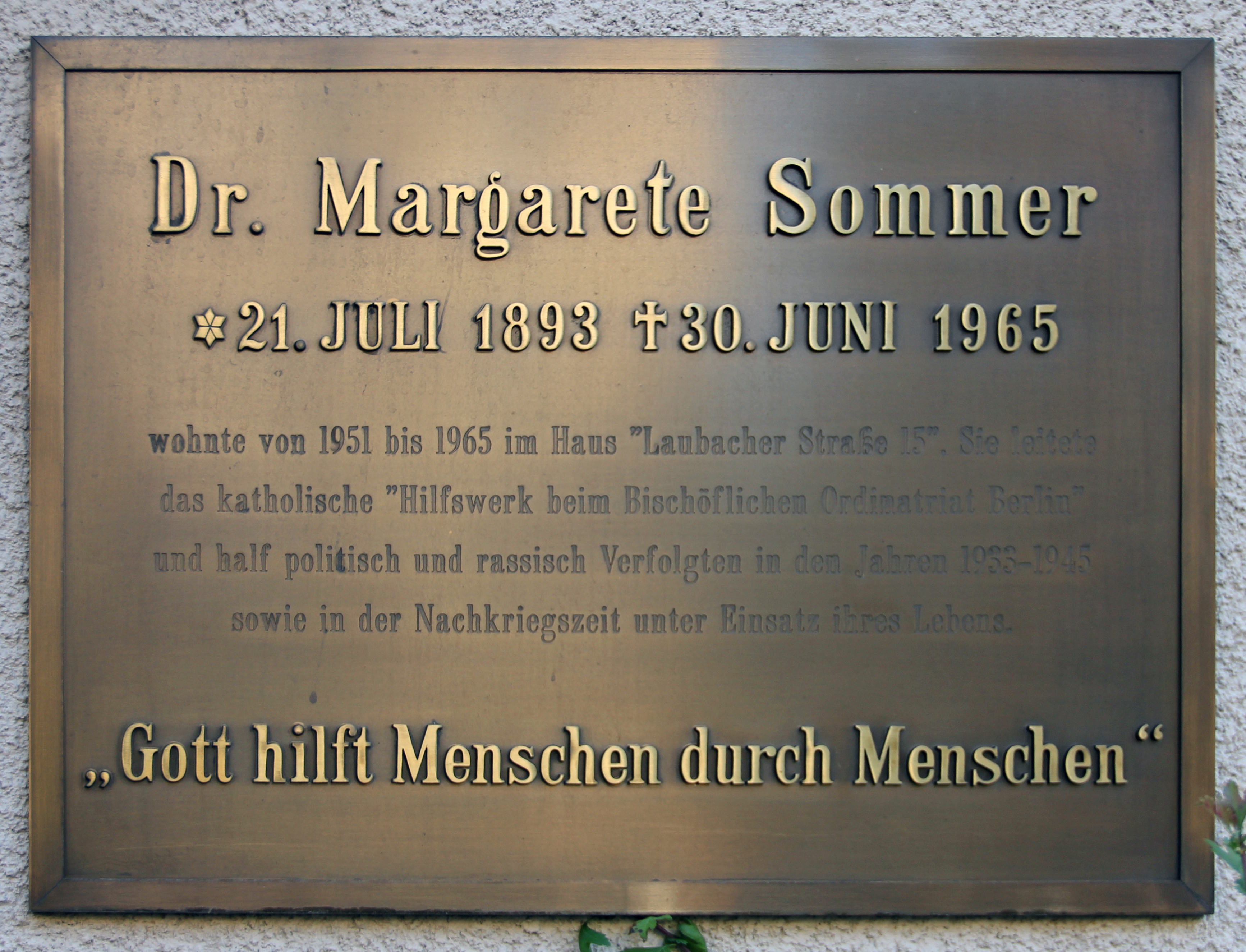
Memorial a Margarete Sommer

Após a guerra, a residência de Sommer em Kleinmachnow ficava na zona de ocupação soviética, na fronteira com o que então era Berlim Ocidental. Sommer começou a ajudar vizinhos que enfrentavam uma possível deportação para a Sibéria. Ela ajudou muitos a fugir para Berlim Ocidental até que foi forçada a literalmente deixar a recém-fundada RDA sob o manto da escuridão em 1950. Sommer continuou seu trabalho na Autoridade Episcopal Diocesana em Berlim, ajudando sobreviventes da perseguição nazista.
Em 1946 foi condecorada com a Ordem de Mérito Pro Ecclesia et Pontifice. Em 1949, ela se tornou membro da Comunidade para a Cooperação Judaico-Cristã. Em 1952, ela foi designada para trabalhar no ministério de refugiados.
Em 1953, Margarete Sommer foi condecorada com a Cruz Federal de Mérito de Primeira Classe. Ela morreu em 30 de junho de 1965 em Berlim Ocidental.

## Legado

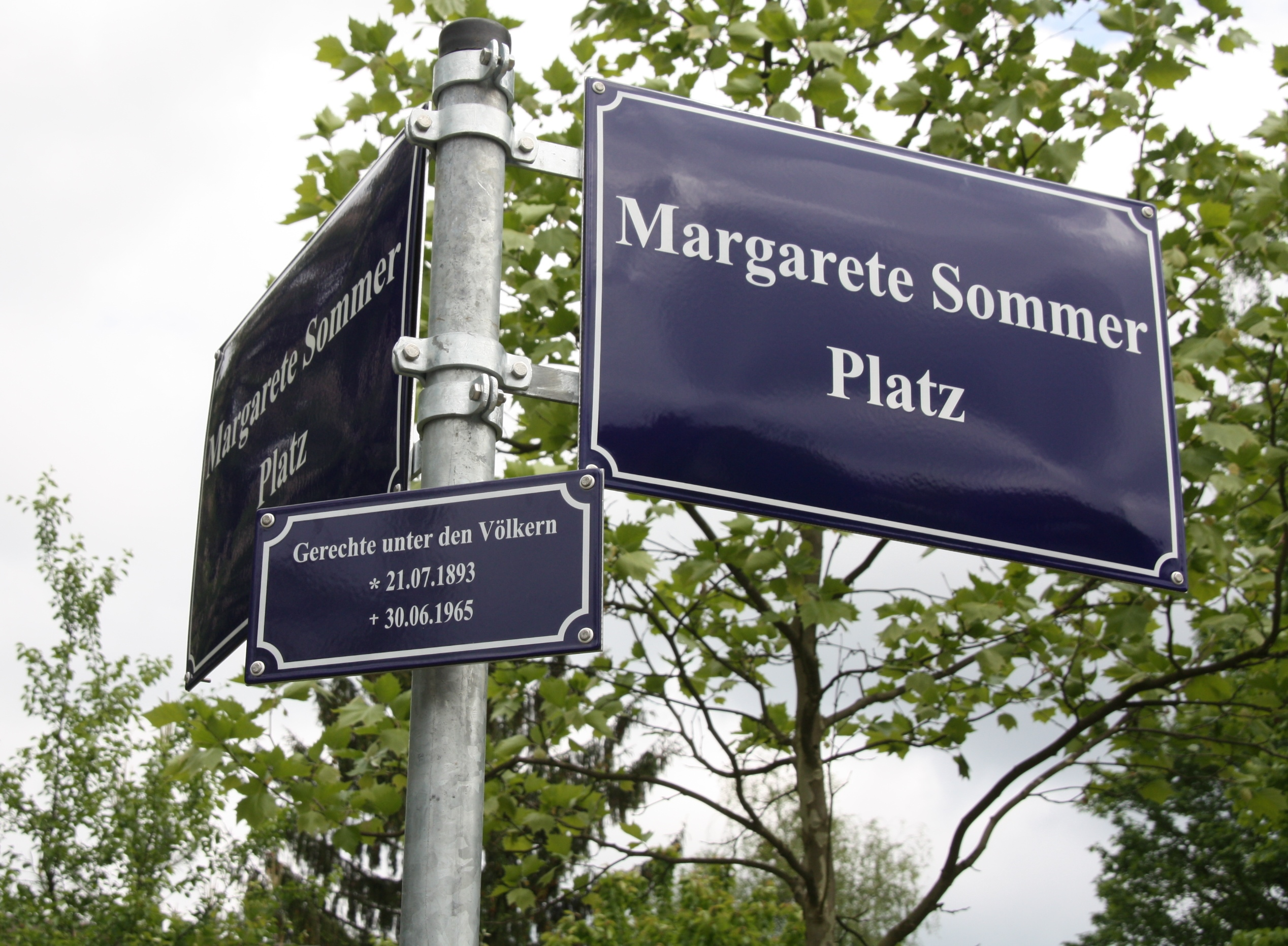
Margarete-Sommer-Platz em Kleinmachnow

Muitas das atividades de Margarete Sommer teriam sido consideradas "alta traição" na Alemanha de Hitler. Apesar do grande risco pessoal, Sommer ajudou muitos indivíduos a emigrar do Terceiro Reich ou a encontrar refúgio seguro. Registros detalhados dos resgatados não foram mantidos para que as informações não caíssem nas mãos da Gestapo. Testemunhas se lembram de mais de cem pessoas administradas ou resgatadas. Em 2003, Margarete Sommer foi condecorada postumamente com o título honorário de Justos Entre as Nações de Yad Vashem.

Margarete-Sommer-Straße em Berlim leva o seu nome, assim como Margarete-Sommer-Platz em Kleinmachnow.